# Giam lá rộng
Giam lá rộng (danh pháp khoa học: Grewia abutilifolia) là một loài thực vật có hoa trong họ Cẩm quỳ. Loài này được Vent. ex Juss. mô tả khoa học đầu tiên năm 1804.